# Prunus simonii
Prunus simonii är en rosväxtart som beskrevs av Élie Abel Carrière. Prunus simonii ingår i släktet prunusar, och familjen rosväxter. Inga underarter finns listade i Catalogue of Life.